# Ciprian Deac
Ciprian Deac (Bistrița, 16 de febrero de 1986) es un futbolista profesional rumano que juega como centrocampista en el CFR Cluj de la Liga I. Es internacional absoluto por Rumania.

## Carrera profesional
Deac comenzó su carrera juvenil en el Gloria Bistrita y allí jugó, principalmente, como delantero en el principio. Deac hizo su debut con el primer equipo del Unirea Dej, un equipo de categoría inferior. Pasó allí dos temporadas y fue descubierto por el CFR Cluj, sin embargo, el club que más insistió fue Universitatea Cluj, con quien estuvo a prueba en una pretemporada en Hungría. Tras pasar cerca de dos meses con el "U" Cluj la transferencia falló por problemas de dinero.

### CFR Cluj
Finalmente firmó por el CFR Cluj, que quedaron impresionados con sus habilidades. Deac firmó con ellos durante la temporada 2005-06, e hizo su debut en Liga I el 6 de agosto de 2006 contra el Unirea Urziceni en una victoria por 4-0. Durante la temporada 2006-07, dirigido por el entrenador Cristiano Bergodi, Deac sólo jugó once partidos con ellos terminando en tercer lugar en el campeonato.
El punto culminante de su carrera comenzó en 2007-08 con el nuevo entrenador del equipo, Ioan Andone, quien ganó con el Dinamo Bucureşti la Liga I y la Copa de Rumania. Deac fue cedido durante la segunda mitad de la temporada al Oţelul Galaţi y debido a sus buenas actuaciones con el club de la región de Moldavia, en la temporada 2008-09 regresó al CFR. En la primera parte del campeonato Deac sólo disputó nueve encuentros. Sin embargo, el siguiente entrenador Dušan Uhrin, Jr., contó con el futbolista.
En la temporada 2009-10, el equipo logró ganar el título de liga por segunda vez en su historia con el entrenador italiano Andrea Mandorlini, con quien Deac demostró su mejor nivel. En el partido de la Supercopa 2010, Deac salvó al equipo de una derrota al marcar el empate a dos goles y llevar el partido a la tanda de penaltis. Después de este partido memorable, Deac fue elegido Jugador del partido y el CFR Cluj se alzó con el título.

### Schalke 04
El 27 de agosto de 2010 fichó por el Schalke 04 de la Bundesliga con un contrato de tres años. La tasa de transferencia fue de 3 millones de euros. Hizo su debut con el Schalke el 14 de septiembre, en un partido de la Liga de Campeones ante el Olympique Lyonnais. Sólo jugó en la primera mitad, y tuvo una mala actuación. Deac tuvo una temporada muy esporádica en Alemania, y jugó sólo seis partidos.

### Cesión en el Rapid
En el verano de 2011, Deac fue cedido al Rapid Bucureşti para la campaña 2011-12. El Schalke esperó que recuperase su forma que lo llevó al buen nivel internacional.
El 20 de diciembre, marcó dos goles ante el FC Vaslui. A pesar de que fue expulsado, su equipo ganó el partido con una victoria por 3-2, y Nicolae Grigore anotar el gol de la victoria en el descuento. El 7 de abril de 2012, Deac marcó un gol en la goleada 5-0 sobre sus excompañeros del CFR Cluj.

### Regreso al CFR Cluj
El 30 de mayo de 2012, regresó Deac al CFR Cluj, donde firmó un contrato por tres años.

## Estadísticas
| Club                   | Competición   | Temporada     | Liga | Liga  | Copa | Copa  | Europa | Europa | Total | Total |
| Club                   | Competición   | Temporada     | PJ   | Goles | PJ   | Goles | PJ     | Goles  | PJ    | Goles |
| ---------------------- | ------------- | ------------- | ---- | ----- | ---- | ----- | ------ | ------ | ----- | ----- |
| Unirea Dej             | Liga II       | 2004–05       | 4    | 0     | 0    | 0     | 0      | 0      | 4     | 0     |
| Unirea Dej             | Liga II       | 2005–06       | 23   | 2     | 2    | 0     | 0      | 0      | 27    | 2     |
| Unirea Dej             | Liga II       | Total         | 27   | 2     | 2    | 0     | 0      | 0      | 29    | 2     |
| CFR Cluj               | Liga I        | 2006–07       | 11   | 0     | 0    | 0     | 0      | 0      | 11    | 0     |
| CFR Cluj               | Liga I        | 2007–08       | 10   | 0     | 1    | 0     | 1      | 0      | 12    | 0     |
| CFR Cluj               | Liga I        | Total         | 21   | 0     | 1    | 0     | 1      | 0      | 23    | 0     |
| Oţelul Galaţi (cedido) | Liga I        | 2007–08       | 15   | 2     | 0    | 0     | 0      | 0      | 15    | 2     |
| Oţelul Galaţi (cedido) | Liga I        | Total         | 15   | 2     | 0    | 0     | 0      | 0      | 15    | 2     |
| CFR Cluj               | Liga I        | 2008–09       | 18   | 2     | 2    | 0     | 2      | 0      | 22    | 2     |
| CFR Cluj               | Liga I        | 2009–10       | 28   | 2     | 2    | 0     | 6      | 0      | 36    | 2     |
| CFR Cluj               | Liga I        | Total         | 46   | 4     | 4    | 0     | 8      | 0      | 58    | 4     |
| FC Schalke 04          | Bundesliga    | 2010–11       | 2    | 0     | 0    | 0     | 3      | 0      | 5     | 0     |
| FC Schalke 04          | Bundesliga    | Total         | 2    | 0     | 0    | 0     | 3      | 0      | 5     | 0     |
| FC Rapid (cedido)      | Liga I        | 2011–12       | 30   | 9     | 4    | 2     | 7      | 1      | 41    | 12    |
| FC Rapid (cedido)      | Liga I        | Total         | 30   | 9     | 4    | 2     | 7      | 1      | 41    | 12    |
| CFR Cluj               | Liga I        | 2012–13       | 0    | 0     | 0    | 0     | 0      | 0      | 0     | 0     |
| CFR Cluj               | Total         | 0             | 0    | 0     | 0    | 0     | 0      | 0      | 0     |       |
| Total carrera          | Total carrera | Total carrera | 140  | 17    | 11   | 2     | 20     | 1      | 171   | 20    |

## Palmarés
- CFR Cluj
  - Liga I – 5 (2008, 2010, 2018, 2019, 2020)
  - Copa de Rumania – 3 (2008, 2009, 2010)[10]
  - Supercopa de Rumania – 3 (2009, 2010, 2018)[11]

- Schalke 04
  - DFB-Pokal – 1 2010-11